# Periclimenaeus usitatus
Periclimenaeus usitatus är en kräftdjursart som beskrevs av Bruce 1969. Periclimenaeus usitatus ingår i släktet Periclimenaeus och familjen Palaemonidae. Inga underarter finns listade i Catalogue of Life.